# HTTrack
HTTrack — свободный кроссплатформенный офлайн-браузер. Позволяет загружать веб-сайты из Интернета на локальный компьютер. Поддерживает 29 языков мира.
HTTrack может также обновлять существующее зеркало сайта и возобновлять прерванные закачки. Версия для Microsoft Windows называется «WinHTTrack», для Unix-подобных ОС — «WebHTTrack», базированный на Html-интерфейсе, консольная утилита «HTTrack», оболочка для KDE3 «Khttrack» и оболочка «HTTraQt», базированная на мультиплатформенной библиотеке Qt4.

## Возможности
- Возможность выбрать «глубину» проверки[4].
- При закачке структура загружаемого сайта сохраняется[5].
- Встроенный фильтр позволяет исключить загрузку файлов по типу[6].
- Загрузка происходит в многопоточном режиме (настраивается отдельно).
- Поддержка прокси-серверов.

## Недостатки
- Максимальная скорость закачки — 250 Кб/с (в старых версиях — 50 Кб/с)[7].